# Brinson (Georgia)
Brinson es un pueblo ubicado en el condado de Decatur en el estado estadounidense de Georgia. En el censo de 2000, su población era de 225.

## Geografía
Brinson se encuentra ubicado en las coordenadas 30°58′45″N 84°44′10″O / 30.97917, -84.73611 (30.979029, -84.736059).
Según la Oficina del Censo, la localidad tiene un área total de 4,8 km² (1,9 mi²), de la cual 4,8 km² (1,9 mi²) es tierra y 0 km² (0 mi²) (0.0%) es agua.